# Chamaesium viridiflorum
Chamaesium viridiflorum är en flockblommig växtart som först beskrevs av Adrien René Franchet, och fick sitt nu gällande namn av H.Wolff och R.H.Shan. Chamaesium viridiflorum ingår i släktet Chamaesium och familjen flockblommiga växter. Inga underarter finns listade i Catalogue of Life.